# Gyulaszeg
Gyulaszeg település Romániában, Szilágy megyében.

## Fekvése
Nagyilondától nyugatra, Kecskés, Kocsoládfalva, Pórkerec, Szamoshéviz és Létka között fekvő település.

## Nevének eredete
Nevét a román ciul, ciulav szóból eredőnek tartják, ami lenyesett, levágott helyet, irtványt (irtást) jelent.

## Története
Gyulaszeg neve 1566-ban tűnt fel először az oklevelekben Chywlya néven.
1567-ben Chyula, 1603-ban Csulya, 1650-ben Csula, 1890-ben Gyulaszeg formában írták a nevét.
1566-ban Drágffy Gáspárné Báthori Anna, a Váralján lakó Triff vajdának adományozta, és valószínűleg ő is alapította a falut. 1567-ben II. János király Kővárt és tartozékait Hagymási Kristófnak adományozta.
1609-ben Báthory Gábor e Kővárhoz tartozó birtokot Sarmasághy Zsigmondnak adományozta. 1650-ben Kővárhoz tartozó kincstári birtok volt. 1702-ben Belényi Zsigmondné Vitéz Anna és fiuk, János e birtokát nejére csebi Pogány Zsófiára hagyta.
1809-ben birtokosai Vankay Mihály, Váradi Ferenc, Katona Pál, Kabos Sándor, a Rácz és Timár családok birtoka.
1831-ben 251 lakosa volt. 1888-ban a Majos és Indréka család birtoka volt. 1891-ben 271 lakosából 254 görögkatolikus, 17 izraelita, a házak száma 67 volt. 1896-ban 317 lakosából 308 görögkatolikus, 9 zsidó volt.
Gyulaszeg a trianoni békeszerződés előtt Szolnok-Doboka vármegye Nagyilondai járásához tartozott.

## Nevezetességek
- Görögkatolikus temploma fából épült 1802-ben. 1863-ban szentelték fel az Arkangyalok tiszteletére.